# Brachyiulus syrensis
Brachyiulus syrensis är en mångfotingart som beskrevs av Karl Wilhelm Verhoeff 1903. Brachyiulus syrensis ingår i släktet Brachyiulus och familjen kejsardubbelfotingar. Inga underarter finns listade i Catalogue of Life.